# Cyptonychia simplicia
Cyptonychia simplicia là một loài bướm đêm trong họ Noctuidae.